# Vatikánská filmotéka

Vatikánská filmotéka (italsky Filmoteca Vaticana) byla založena 16. listopadu 1959 Janem XXIII., aby shromažďovala a uchovávala filmy o katolické církvi. V současnosti obsahuje na 8000 titulů – historické dokumentární filmy o papežích a církevním dění, filmové týdeníky, ale i různé komerční filmy s odpovídající tematikou nebo s vysokou uměleckou hodnotou. Součástí jsou i mnohé raritní snímky z počátků kinematografie. Nejstarší snímek „Papež Lev XIII. ve vatikánských zahradách“ pochází z roku 1896.
Dne 27. června 2015 zřídil papež František v rámci Římské kurie Dikasterium pro komunikaci, které spravuje mimo vatikánská média i Vatikánskou filmotéku.

## Sídlo
Kancelář filmotéky je umístěna na Via della Concilliazione již na území Říma, ovšem depozitáře s filmovým materiálem se nachází v paláci sv. Karla (Palazzo San Carlo) na náměstí sv. Marty ve Vatikánu. Jejich součástí je též promítací sál s 54 sedadly, který byl zrenovován v roce 2005. Filmotéka zaručuje uložení filmů v odpovídajících klimatických podmínkách, se stálou teplotou 14–18 °C a vlhkostí cca 35 %, aby nedošlo k jejich poškození. Uložení probíhá v souladu s požadavky mezinárodní federace filmových archivů (FIAF), jejímž členem Vatikánský filmový archiv je. Na vstupním průčelí paláce sv. Karla je umístěna pamětní deska hudebního skladatele Giovanni Pierluigi da Palestrina (1525–1594), který v domě v letech 1571–1594 bydlel a který zde také 2. února 1594 zemřel.

## Aktivity
Od roku 1997 se Vatikánská filmotéka spolu s Fondazione Ente dello Spettacolo a Papežskou radou pro kulturu podílí na organizaci festivalu Tertio Millennio FilmFest, který se koná každý rok v listopadu v Římě. Za účasti věřících z různých církví má být příležitostí k interkulturnímu a mezináboženskému dialogu.
K 50. výročí Vatikánské filmové knihovny byl v roce 2009 s využitím archivních snímků vyroben dokument s názvem „Vatikánská filmová knihovna, obrazy II. vatikánského koncilu“ (italsky „La Filmoteca Vaticana, Immagini del Concilio Vaticano II“).